# جورج فيشر (لاعب كرة قاعدة)
جورج فيشر (بالإنجليزية: George Fisher)‏ هو لاعب كرة قاعدة أمريكي، ولد في 20 أغسطس 1855 في ويلمنغتون في الولايات المتحدة، وتوفي في 29 يناير 1937 في أوكلاند في الولايات المتحدة.

## وصلات خارجية
- جورج فيشر على موقعبيزبول رفرنس.كوم (الدوري الرئيسي) (الإنجليزية)
- جورج فيشر على موقعبيزبول رفرنس.كوم (الدوري الثانوي) (الإنجليزية)